# Schirrhein
Schirrhein település Franciaországban, Bas-Rhin megyében. Lakosainak száma 2263 fő (2022. január 1.). Schirrhein Drusenheim, Haguenau, Oberhoffen-sur-Moder, Schirrhoffen és Soufflenheim községekkel határos.

## Népesség
A település népessége az elmúlt években az alábbi módon változott:
| Lakosok száma | 2212 | 2207 | 2228 | 2227 | 2242 | 2258 | 2271 | 2272 | 2263 |
|               | 2013 | 2015 | 2016 | 2017 | 2018 | 2019 | 2020 | 2021 | 2022 |